# Bivacco Buffa di Perrero
Il bivacco Buffa di Perrero è un bivacco a forcella Padeon nel gruppo del Cristallo, nelle Dolomiti Ampezzane
Si localizza nel comune di Cortina d'Ampezzo. Nel corso del 2022 ha subito un importante restauro a cura del 6º Reggimento alpini, dopo la caduta del tetto a causa della neve.
È intitolato a Carlo Alfonso Buffa di Perrero (1867-1916) Medaglia d'Argento e Medaglia d'Oro al Valor Militare, tenente colonnello degli Alpini, caduto eroicamente per la Patria a Castagnevizza il 5 novembre 1916 in azione di guerra. A lui sono dedicate vie a Torino, Pinerolo e Cavour, oltre al bivacco e ad un picco nelle Dolomiti e ad una caserma a Pieve di Cadore.

## Accessibilità
Si incontra il bivacco sulla difficile Via ferrata Ivano Dibona, a 2760 m s.l.m., dopo aver percorso un tragitto impegnativo.